# RED in BLUE
RED in BLUE（レッドインブルー）は、広島県出身の4ピースバンド。「ジャンルに捉われないハイブリッドなロック」で注目される。

## メンバー
- 高橋祐揮（Vo）
- 田口悟（Gt/Cho）
- 磯村駿介（Ba/Cho）
- 山崎慧（Dr/Cho）

田口はYOASOBIのサポートメンバー、YABECUBE INC.サウンドプロデューサーも務めてており、プランクスターズ、サークルクラッシャー他に、多くの楽曲を提供する。

## 経歴
2012年結成。
もともと高橋祐揮と田口悟は高校生のころの対バン相手でもあったが、当時、高橋が参加していたバンドが解散となり、先輩である田口に電話をかけ一緒にバンドをしたいと伝えようとしたが、中々言い出せずに電話を終える。泣きながらもう一度電話をかけ思いを伝えたところ快く引き受けてくれメンバー探しが始まった。田口が高校時代部活でバンドを組んでいた就活中の山崎慧に声をかけ、RED in BLUEが立ち上げる。なお、立ち上げ当初のベースは磯村駿介ではなかったが、田口と磯村はmixiを通じて知り合っており、セッションもやっていたことがある。
結成当時は、明確な目標はなく、漠然と「かっこいいバンドになりたい」と考えるくらいであった。結成する少し前にMY CHEMICAL ROMANCEやSAOSINに感化されており、「英詞でシャウトもしてヘヴィな音楽」がやれたらよいとは思っていた。
立ち上げ時のベーシストが脱退した後、磯村がサポートメンバーを約2年務め、2019年7月から正規メンバーとして加わる。
2023年11月4日にRED in BLUEが発起人となり、マリーナホップ（広島市西区）で野外音楽フェス「RED in BLUE PRESENTS FULL POWER FEST'23」を開催し、YOASOBI、KEYTALK、Survive Said The Prophet、コロナナモレモモも出演した。

## バンド名の由来
バンド名の由来については、高橋祐揮と田口悟の間で記憶が食い違っている。
- エナジードリンクのレッドブルに由来（田口）[3]。
- THE BLUE HEARTS、RED HOT CHILI PEPPERS、ORANGE RANGEなど、バンド名に「色」が入ってたら売れるという法則があるので、2色入れたら2倍売れるのではないか? との安易な考えから（高橋）[3]。

## ディスコグラフィ
ミニアルバム
- glow navy 2024年4月24日
- RED 2022年12月11日

アルバム
- MUTANT CIRCUS 2019年11月6日
- Hybridize 2017年12月6日
- NEO BRIGHT 2015年8月5日
- NEW AGE 2014年7月2日